# Nari (distrikt)
Nari är ett distrikt i Afghanistan. Det ligger i provinsen Kunar, i den östra delen av landet, 230 km öster om huvudstaden Kabul. Administrativ huvudort är Nari.
Distriktet beräknades år 2022 ha cirka 32 000 invånare.